# Долно-Ряхово
Долно-Ряхово (болг. Долно Ряхово) — село в Болгарии. Находится в Силистренской области, входит в общину Главиница. Население составляет 423 человека.

## Политическая ситуация
В местном кметстве Долно-Ряхово, в состав которого входит Долно-Ряхово, должность кмета (старосты) исполняет Фераим Наим Юдаим (Граждане за европейское развитие Болгарии (ГЕРБ)) по результатам выборов.
Кмет (мэр) общины Главиница — Насуф Махмуд Насуф (Движение за права и свободы (ДПС)) по результатам выборов.